# Майкл Арманд Гаммер
Майкл Арманд Гаммер (8 вересня 1955 — 20 листопада 2022) — американський бізнесмен. Він був сином Джуліана Армана Гаммера та онуком промисловця Арманда Гаммера.  Найбільш відомий своїми зв’язками з Occidental Petroleum (компанією свого покійного діда), керував Міжнародним фондом Гаммера, Фондом Арманда Гаммера та володів численними підприємствами, серед яких Hammer Galleries і Hammer Productions, телевізійною та кінопродюсерською компанією, розташованою у Лос-Анджелесі, Каліфорнія.
Майкл Гаммер був членом ради директорів і виконавчого комітету Лос-Анджелеського Центру мрій (християнська п’ятидесятницька мережа громадських центрів), а також був членом інвестиційного комітету та рекомендаційної ради університету Орала Робертса. Гаммер був власником і виконавчим директором Knoedler, артдилера в Нью-Йорку, який закрився в 2011 році після покупки та перепродажу фальшивих картин на суму 80 мільйонів доларів із підписами абстрактних експресіоністів, таких як Марк Ротко та Джексон Поллок.

## Раннє життя
Майкл Арманд Гаммер народився 8 вересня 1955 року в Лос-Анджелесі, Каліфорнія. Він є сином Гленни Сью (уроджений Ервін) і Джуліана Арманда Гаммера,  має двох братів і сестер, сестру Кейсі Гаммер і зведену сестру Ян Ворд, і має двох дітей, актора Армі Гаммера і бізнесмена і підприємця Віктора. Віктор і Армі Гаммери – єдині правнуки промисловця Арманда Гаммера.  Батьки його діда по батьківській лінії були українськими єврейськими іммігрантами. Його бабуся по батькові, актриса російського походження баронеса Ольга фон Рут, була дочкою царського генерала.  Його мати була уродженкою Техасу.
Гаммер навчався в Університеті Сан-Дієго, в якому здобув ступінь з ділового адміністрування в 1978 році. Пізніше він закінчив Вищу школу бізнесу Колумбійського університету в 1982 році зі ступенем магістра ділового адміністрування.

## Кар'єра
До того, як приєднатися до компанії свого діда, Occidental Petroleum, Гаммер працював на різних посадах у нью-йоркській компанії з цінних паперів та інвестиційних банківських послуг Kidder, Peabody & Co., , яка пізніше була продана PaineWebber, яка зрештою об’єдналася з UBS AG у листопаді 2000 року. Він приєднався до Occidental Petroleum у 1982 році та працював на різних посадах на підприємствах компанії в Техасі, Оклагомі, Лондоні та Омані. У 1985 році він переїхав до штаб-квартири корпорації в Лос-Анджелесі, де став віцепрезидент. Незабаром після цього він став членом ради директорів і виконавчого комітету, і працював на цих посадах до свого відходу з компанії в 1991 році, незабаром після смерті Армана Гаммера.
Після відходу з Occidental Гаммер працював із кількома компаніями, у тому числі OnVANTAGE, Inc. у 2000 році, яку пізніше придбала компанія StarCite, Inc., і Avenue Entertainment Group як член правління після інвестицій у компанію. Hammer International у 1999 р.

## Особисте життя
Гаммер одружився з Дру Енн Моблі з Талси, Оклагома, 12 січня 1985 року в Першій методистській церкві в Талсі. Гаммер став християнином після одруження зі своєю дружиною і був благодійником кількох християнських організацій, присвячених євангелізації.
До розлучення в 2012 році після 27 років шлюбу у Майкла та Дрю Гаммер було двоє дітей: актор Армі Гаммер (1986 р.н.) і бізнесмен Віктор Гаммер (1988 р.н.).
Раніше Гаммер проживав у особняку 1920-х років у стилі Тюдорів, спроєктованому Полом Вільямсом, який знімався у фільмах і телевізійних шоу, зокрема «Дзвони Святої Марії», «Роккі V» та інші. Його помилково назвали «Садиба Уейна», оскільки вважалося, що цей будинок використовувався в телешоу про Бетмена, але насправді Бетмен використовував сусідню резиденцію. Історичний особняк був знищений пожежею в жовтні 2005 року під час реконструкції Гаммерами.
30 травня 2017 року він одружився з Місті Мілворд.

## Смерть
Гаммер помер від раку 20 листопада 2022 року у віці 67 років.